# Василевка (Сычёвский район)
Василёвка — деревня в Сычёвском районе Смоленской области России. Входит в состав Середского сельского поселения. Население — 36 жителей (2007 год).
Расположена в северо-восточной части области в 23 км к северо-западу от Сычёвки, в 31 км западнее автодороги Р134 «Старая Смоленская дорога» Смоленск — Дорогобуж — Вязьма — Зубцов, на берегу реки Лусса. В 21 км юго-восточнее деревни расположена железнодорожная станция Помельница на линии Вязьма — Ржев.

## История
В годы Великой Отечественной войны деревня была оккупирована гитлеровскими войсками в октябре 1941 года, освобождена в марте 1943 года.